# Жоау Куштодіу Сільверіу Нету
Жоау Куштодіу Сільверіу Нету (порт.-браз. João Custódio Silvério Neto; нар. 4 лютого 2003, Бразилія) — бразильський футболіст, нападник та правий вінґер одеського «Чорноморця».

## Життєпис
Вихованець «Падуану». З 2023 по 2024 рік виступав за молодіжні команди бразильських клубів «Ріу-Бранку» та «Гальвез», а також за еміратський «Емірейтс Клаб». Дорослу футбольну кар'єру розпочав у «Ріу-Бранку», за який дебютував 8 березня 2023 року в переможному (1:0) домашньому поєдинку 1-го етапу групи A Ліги Акреано проти «Пласіду де Каштру». Жоау вийшов на поле в стартовому складі, на 45+2-й хвилині отримав жовту картку, а на 90+17-й хвилині його замінив Вітор. Першим голом у дорослому футболі віддзначився 15 квітня 2023 року на 56-й хвилині переможного (2:0) домашнього поєдинку 1-го туру 2-го раунду Ліги Акреано проти «Сан-Франсішку». Нету вийшов на поле в стартовому складі, а на 80-й хвилині його замінив Вітор. У сезоні 2023 року провів 9 матчів та відзначився 2-ма голами в Лізі Акреано.
У серпні 2024 року приєднався до «Чорноморця». В одеському клубі дебютував 26 серпня 2024 року в програному (0:1) виїзному поєдинку 4-го туру Прем'єр-ліги України проти столичного «Лівого берега». Жоау вийшов на поле на 69-й хвилині замість Івана Петряка.